# Векслер, Бернардо
Бернардо Векслер (исп. Bernardo Wexler; 1 апреля 1925, Бухарест — 1 января 1992, Буэнос-Айрес) — аргентинский шахматист, международный мастер (1959).
Чемпион Аргентины 1959 года. 
В составе национальной сборной участник 3-х олимпиад (1956, 1960 и 1964).
Участник южноамериканских зональных турниров (1951, 1954, 1960) и ряда турниров в Мар-дель-Плате. 